# أندرويد-إكس86
أندرويد-إكس86 (بالإنجليزية: Android-x86)‏ هي مبادرة غير رسمية لجعل نظام أندرويد المخصص لتشغيل الهواتف المحمولة يعمل على الحواسيب من خلال معالجات إنتل وأدفانسد مايكرو دفايسز (AMD). بدأ المشروع كسلسلة من الباتشات. وهو يعمل على أجهزت النتبوك والحواسيب المحمولة الخارقة ultra-mobile PCs و خصوصا جهاز ASUS Eee PC.
ولكن الآن أصبح بالإمكان استعماله على اغلب الأجهزة كما يمكن استعماله كجهاز افتراضي عبر VBox.
توجد الآن محاولات لجلب مكتبة Android Runtime الضرورية لتشغيل Android 5.0

## روابط خارجية
- Android-x86 على موقع SourceForge (الإنجليزية)
- الموقع الرسمي للمشروع
- قائمة بالأجهزة المدعومة